# Weinmannia jelskii
Weinmannia jelskii là một loài thực vật thuộc họ Cunoniaceae đặc hữu của Peru.